# Franz Brattina
Franz Brattina (* 29. Juni 1825 in St. Thomas, Bezirk Haidenschaft, Slowenien; † 8. Januar 1890 in Wien) war ein österreichischer Mitarbeiter des k. k. Hof-Mineralien-Kabinetts und des Naturhistorischen Museums in Wien.
Brattina war gelernter Müller. 1848/49 nahm er an den Feldzügen in Italien teil. Im Jahr 1850 kam er zur Hofburgwache. Am Hof-Mineralien-Kabinett fing er 1859 als Hofhausdiener an. Er arbeitete dort als Sammler und Präparator. Brattina war an der Neuaufstellung der geologisch-paläontologischen Sammlung im neuen Gebäude des Naturhistorischen Museums am Burgring beteiligt und wurde 1886 pensioniert. In der Umgebung von Wien sammelte er für das Museum jungtertiäre Reste von Säugetieren auf.